# غدب قليل الأزهار
غدب قليل الأزهار (باللاتينية: Scrophularia pauciflora ) هو نوع نباتي يتبع جنس الغدب من الفصيلة الغدبية.